# Хајнелова линија
Хајнелова линија повезује Санкт Петербург, у Русији и Трст, у Италији. 1965, Џон Хајнел (John Hajnal) је поделио подручје Европе на два подручја са карактеристичним разликама у нивоу нупцијалитета.
Западно од ове линије је систем ниског нупцијалитета, у којем је старост при склапању првог брака висока (виша од 24 године у просеку, за жене, и 26 за мушкарце), у овом подручју је висок ниво и коначног нубидитета или целибата (више од 10%). Источно од ове линије, брак је скоро универзалан и наступа рано (пре 22. године за жене, и 24. за мушкарце).
Ова подела објашњава зашто је током 18. и 19. века стопа наталитета била виша у источној Европи него у западној Европи. 